# Vägfriktion
Vägfriktion är ett mått på hur hal en vägyta är, eller rättare sagt vilka friktionsegenskaper vägytan har. Friktionen mellan däck och vägbana beror av både däckens och vägens egenskaper. Det finns stort intresse av att jämföra, kravställa och följa upp friktion på olika vägytor. Därför mäts vägens friktionsegenskaper med standardiserade metoder, referensdäck, slipvinkel, normalkraft och så vidare.
Friktionstal är kvoten mellan friktionskraft och normalkraft mellan däck och vägbana. Den totala friktionen kan uppdelas i en tangentiell del, bromsfriktion, och en radiell del, sidofriktion.  Sidofriktionen är den del av den totala friktionen som förare normalt utnyttjar under körning i kurva. För att samtidigt kunna både svänga och bromsa i en kurva krävs en total friktion som är något högre än bromsfriktionen och betydligt högre än sidofriktionen. 

## Vägfriktionstal
Vägfriktionstalet kan på många vägytor sjunka vid ökande fart. Traditionellt mäts vägfriktion i Sverige vid 70 km/tim. I många länder mäts friktionen vid 60 km/tim, varefter International Friction Index (vilket är en funktion snarare än ett indexvärde) beräknas för valfri hastighet, till exempel 120 km/tim. Många vägfriktionsmätare är monterade på släpvagn, vilket i Sverige innebär en maxmalt tillåten hastighet på 80 km/tim.
| Däck och vägyta                  | Friktionstal |
| -------------------------------- | ------------ |
| Dubbade vinterdäck mot vanlig is | 0,1–0,3      |
| Odubbade däck mot blixthalka     | <0,05        |